# Алесандро Волта
Алесандро Волта (итал. Alessandro Giuseppe Antonio Anastasio Gerolamo Umberto Volta), италијански физичар и хемичар, родио се и школовао у италијанском граду Комо.
Волтини родитељи, Филипо Волта и Марија Магдалена послали су га на школовање у језуитску школу с циљем да постане адвокат. Млади Волта се, међутим, више интересовао за електричне појаве, па је тако још као млад студент написао песму на латинском De vi attractiva ignis electrici Ac phaenomenis inde pendentibus, у којој је описао своје одушевљење електричним појавама.
Године 1774. је постао професор физике у свом родном граду, а 1779. године постао је професор на Универзитету у Павији. Године 1791. постао је активни члан Краљевског друштва – Royal Society у Лондону, а 1794. се оженио Терезом Пелегрини, кћерком грофа Лудовика Пелегринија. Волта је вршио много експеримената, те је тако 1775. године израдио електрофор, справу која производи статички електрицитет. Године 1776. и 1777. посвећује се хемији гасова и открива гас метан. Негде око 1800. године направио је Волтин електростатички стуб, претечу модерне батерије. Волтин електростатички стуб је батерија, која се састоји од наизменично поређаних плоча бакра и цинка. Између плоча се налазила крпица која их је међусобно делила. Пошто је кроз стуб стално пролазила струја, Волтин електростатички стуб био је најупотребљивији извор електричне енергије.
Наполеон га је 1810. године прогласио грофом, а 70 година после његове смрти, 1897. године, по њему је названа јединица за напон (Волт).
Волта је сахрањен у граду Комо у Италији.  Близу језера Комо данас се налази музеј посвећен њему, Templo Voltiano, у којем се чувају његове белешке и његови оригинални инструменти. До увођења евра, на италијанској новчаници од 10000 лира се налазио његов лик.

## Рани живот и дела
Волта је рођен у Кому, граду у северној Италији, 18. фебруара 1745. Волта се 1794. оженио аристократском дамом такође из Кома, Терезом Перегрини, са којом је подигао три сина: Занина, Фламинија и Луиђија. Његов отац Филипо Волта био је племићке лозе. Његова мајка, Дона Мадалена, потицала је из породице Инзаги.
Године 1774, он је постао професор физике у Краљевској школи у Кому. Годину дана касније, побољшао је и популаризовао електрофор, уређај који је производио статички електрицитет. Његова промоција је била толико обимна да се њему често приписују заслуге за тај проналазак, иако је машину која ради на истом принципу 1762. описао шведски експериментатор Јохан Вилке. Године 1777, путовао је кроз Швајцарску. Тамо се спријатељио са Орас-Бенедиктом од Сосира.
У годинама између 1776. и 1778. Волта је проучавао хемију гасова. Истражио је и открио метан након што је прочитао рад Бенџамина Френклина из Сједињених Држава о „запаљивом ваздуху”. Новембра 1776. пронашао је метан у мочварама Анжере на језеру Мађоре, а до 1778. успео је да изолује метан. Осмислио је експерименте као што је паљење метана електричном варницом у затвореној посуди.
Волта је такође проучавао оно што се сада назива електричним капацитетом, развијајући одвојена средства за проучавање и разлике електричног потенцијала (V) и наелектрисања (Q), и откривши да су за дати објекат они пропорционални. Ово се зове Волтин закон капацитивности, а за овај рад јединица за електрични потенцијал је названа волт.
Године 1779, постао је професор експерименталне физике на Универзитету у Павији, катедру коју је заузимао скоро 40 година. Волтина предавања су била толико препуна студената да је каснији цар Јосиф II наредио изградњу (по пројекту Леополда Полака) новог „физичког амфитеатра“, данас „Аула Волта“. Штавише, цар је Волти одобрио значајна средства за опремање кабинета за физику инструментима, које је Волта купио у Енглеској и Француској. У Универзитетском историјском музеју Универзитета у Павији налази се 150 уређаја, које је користио Алесандро Волта.

## Волта и Галвани
Луиђи Галвани, италијански физичар, открио је нешто што је назвао „животињски електрицитет” када су два различита метала спојена у серију са жабљем ногом и један са другим. Волта је схватио да жабљи крак служи и као проводник струје (оно што бисмо сада назвали електролит) и као детектор струје. Такође је схватио да су жабљи кракови ирелевантни за електричну струју, коју су изазвала два различита метала. Заменио је жабљи крак папиром натопљеним саламурином и детектовао проток електрицитета на друге начине који су му били познати из претходних студија. На тај начин је открио електрохемијски низ, и закон да је електромоторна сила (емф) галванске ћелије, која се састоји од пара металних електрода раздвојених електролитом, разлика између њихова два електродна потенцијала (дакле, две идентичне електроде и уобичајени електролит даје нулту нето емф). Ово се може назвати Волтин закон електрохемијског низа.
Године 1800, као резултат професионалног неслагања око галванског одговора који је заговарао Галвани, Волта је изумео галвански елемент, рану електричну батерију, која је производила сталну електричну струју. Волта је утврдио да су најефикаснији пар различитих метала за производњу електричне енергије цинк и бакар. У почетку је експериментисао са појединачним ћелијама у низу, при чему је свака ћелија била пехар за вино напуњен сланим раствором у коме су биле потопљене две различите електроде. Галвански елемент је заменио пехаре са картоном натопљеним у саламури.

## Рана батерија
Објављујући своје откриће галванског елемента, Волта је одао почаст утицајима Вилијама Николсона, Тиберија Кавала и Абрахама Бенета.
Батерија коју је направио Волта сматра се једном од првих електрохемијских ћелија. Састоји се од две електроде: једна од цинка, друга од бакра. Електролит је или сумпорна киселина помешана са водом или облик слане воде. Електролит постоји у облику 2 H+ и SO2−
4. Метални цинк, који је виши у електрохемијском низу и од бакра и од водоника, оксидује се до катјона цинка (Zn2+) и ствара електроне који се крећу до бакарне електроде. Позитивно наелектрисани јони водоника (протони) хватају електроне са бакарне електроде, формирајући мехуриће водоничног гаса, H2. Ово чини цинкани штап негативном електродом, а бакар позитивном електродом. Дакле, постоје два терминала и електрична струја ће тећи ако су повезани. Хемијске реакције у овој волтној ћелији су следеће:
Цинк:
Zn → Zn2+ + 2e−
Сумпорна киселина:
2H+ + 2e− → H2
Метал бакра не реагује, већ функционише као катализатор за формирање водоника и гаса и електрода за електричну струју. Сулфатни анјон (SO2−
4) такође не подлеже никаквој хемијској реакцији, већ мигрира до цинкове аноде да надокнади наелектрисање катјона цинка који се тамо формирају. Међутим, ова ћелија има и неке недостатке. Није безбедна за руковање, јер сумпорна киселина, чак и ако је разблажена, може бити опасна. Такође, снага ћелије се временом смањује јер се гас водоник не ослобађа. Уместо тога, акумулира се на површини бакарне електроде и формира баријеру између метала и раствора електролита.

## Последње године и пензија
Године 1809. Волта је постао придружени члан Краљевског института Холандије. У част његовог рада, Наполеон Бонапарта га је прогласио грофом 1810. године.
Волта се повукао 1819. на своје имање у Камнагу, фразионе у Кому, у Италији, сада названом „Камнаго Волта” у његову част. Ту је и умро 5. марта 1827. године, одмах након свог 82. рођендана. Волтини посмртни остаци су сахрањени у Камнаго Волти.

### Оставштина
Волтино наслеђе слави се спомеником Темпио Волтиано који се налази у јавним баштама поред језера. У његову част је изграђен и музеј у коме је изложена опрема коју је Волта користио за вршење експеримената. У близини се налази Вила Олмо, у којој се налази Волтина фондација, организација која промовише научне активности. Волта је спровео своје експерименталне студије и произвео своје прве проналаске у близини Кома.
У Старом кампусу Универзитета у Павији налази се учионица (Аула Волта) коју је цар Јосиф II наручио Леополду Полаку 1787. за предавања Алесандра Волте, док се у Универзитетском историјском музеју налазе многи научни инструменти који су припадали Волти, његова столица и његова табла.
Његов лик је приказан на новчаници од 10.000 италијанских лира (1990–1997) заједно са скицом његове волтаичне гомиле.
Крајем 2017, Нвидија је најавила нову GPU микроархитектуру фокусирану на радну станицу под називом Волта.
По Волти је названа врста електричне јегуље Electrophorus voltai, описан 2019. године, која је најјачи произвођач биоелектричне енергије у природи.

## Религијска уверења
Волта је одгајан као католик и целог живота је наставио да одржава своје веровање. Пошто није био рукоположен за свештеника како је његова породица очекивала, понекад је био оптуживан да је нерелигиозан и неки људи су спекулисали о његовој могућој невери, наглашавајући да „није приступио Цркви“, или да је практично „игнорисао црквени позив“. Ипак, он је одагнао сумње у изјави вере у којој је рекао:

Не разумем како неко може да сумња у искреност и постојаност моје привржености религији коју исповедам, римокатоличкој и апостолској вери у којој сам рођен и одрастао и коју сам увек споља и изнутра исповедао. Ја сам, заиста, и то пречесто, подбацио у обављању оних добрих дела која су обележје католичког хришћанина, и био сам крив за многе грехе: али по посебној милости Божијој никада, колико знам, нисам поколебао у својој вери... У овој вери препознајем чисти дар Божији, натприродну милост; али нисам занемарио она људска средства која потврђују веровање и руше сумње које се понекад јављају. Пажљиво сам проучавао терен и основе религије, дела апологета и нападача, разлоге за и против, и могу рећи да је резултат таквог проучавања да се религија заодене у толики степен вероватноће, чак и из чисто природног разлога, да сваки дух неискварен грехом и страшћу, сваки природно племенити дух мора да је воли и прихвати. Нека ово исповедање које је од мене тражено и које сам својом вољом дајем, написано и потписано својом руком, буде са ауторитетом да се покаже коме год хоћете, јер се не стидим Јеванђеља, нека уроди добрим плодом!